# カン・フォトゥアリー
カン・フォトゥアリー（Kahn Fotuali'i、1982年5月22日 - ）は、サモアのラグビーユニオン選手。

## プロフィール
- ニュージーランド・オークランド出身[1]。
- ポジションはスクラムハーフ(SH)。
- 身長 184cm、体重 94kg
- 7人制サモア代表に選ばれたことがある[2]
- サモア代表キャップは35（2025年4月現在）でラグビーワールドカップ2007・ラグビーワールドカップ2011・ラグビーワールドカップ2015のサモア代表に選ばれた[3]。

## 略歴
ネルソンベイズ、タスマン、クルセイダーズ、ホークスベイ、オスプリーズ、ノーサンプトン・セインツ、バースを経て、2019年、モンペリエに加入。